# Brent Seabrook
Brent Seabrook (né le 20 avril 1985 à Richmond dans la province de Colombie-Britannique au Canada) est un joueur professionnel canadien de hockey sur glace. Il joue au poste de défenseur.

## Carrière
En 2000, il commence sa carrière avec les Hurricanes de Lethbridge dans la Ligue de hockey de l'Ouest. Il participe avec l'équipe LHOu au Défi ADT Canada-Russie en 2003 et 2004. Il est choisi en 1er ronde, en 14e position lors du repêchage d'entrée 2003 dans la Ligue nationale de hockey par les Blackhawks de Chicago. En 2005, il débute dans la LNH avec les Blackhawks après avoir fait ses débuts en professionnels avec les Admirals de Norfolk dans la Ligue américaine de hockey.
Le 15 juin 2015, il remporte sa troisième Coupe Stanley avec Chicago. Il est devenu un défenseur très important pour les Blackhawks de Chicago après Duncan Keith.
Seabrook a une série de blessures et subit plusieurs chirurgies, notamment à la hanche et au dos. N'ayant plus rejoué depuis novembre 2019, il annonce sa retraite en mars 2021.
Le 3 septembre 2022, il est embauché par les Giants de Vancouver de la LHOu à titre d'entraîneur au développement des joueurs.

## Statistiques
Pour les significations des abréviations, voir Statistiques du hockey sur glace.
| Saison     | Équipe                   | Ligue      |       | Saison régulière | Saison régulière | Saison régulière | Saison régulière | Saison régulière |    | Séries éliminatoires | Séries éliminatoires | Séries éliminatoires | Séries éliminatoires | Séries éliminatoires |
| Saison     | Équipe                   | Ligue      | PJ    | B                | A                | Pts              | Pun              | PJ               | B  | A                    | Pts                  | Pun                  |                      |                      |
| 2000-2001  | Hurricanes de Lethbridge | LHOu       | 4     | 0                | 0                | 0                | 0                | -                | -  | -                    | -                    | -                    |                      |                      |
| 2001-2002  | Hurricanes de Lethbridge | LHOu       | 67    | 6                | 33               | 39               | 70               | 4                | 1  | 1                    | 2                    | 2                    |                      |                      |
| 2002-2003  | Hurricanes de Lethbridge | LHOu       | 69    | 9                | 33               | 42               | 113              | -                | -  | -                    | -                    | -                    |                      |                      |
| 2003-2004  | Hurricanes de Lethbridge | LHOu       | 61    | 12               | 29               | 41               | 107              | -                | -  | -                    | -                    | -                    |                      |                      |
| 2004-2005  | Hurricanes de Lethbridge | LHOu       | 63    | 12               | 42               | 54               | 107              | 5                | 1  | 2                    | 3                    | 10                   |                      |                      |
| 2005-2006  | Admirals de Norfolk      | LAH        | 3     | 0                | 0                | 0                | 2                | 6                | 0  | 1                    | 1                    | 6                    |                      |                      |
| 2005-2006  | Blackhawks de Chicago    | LNH        | 69    | 5                | 27               | 32               | 60               | -                | -  | -                    | -                    | -                    |                      |                      |
| 2006-2007  | Blackhawks de Chicago    | LNH        | 81    | 4                | 20               | 24               | 104              | -                | -  | -                    | -                    | -                    |                      |                      |
| 2007-2008  | Blackhawks de Chicago    | LNH        | 82    | 9                | 23               | 32               | 90               | -                | -  | -                    | -                    | -                    |                      |                      |
| 2008-2009  | Blackhawks de Chicago    | LNH        | 82    | 8                | 18               | 26               | 62               | 17               | 1  | 11                   | 12                   | 14                   |                      |                      |
| 2009-2010  | Blackhawks de Chicago    | LNH        | 78    | 4                | 26               | 30               | 59               | 22               | 4  | 7                    | 11                   | 14                   |                      |                      |
| 2010-2011  | Blackhawks de Chicago    | LNH        | 82    | 9                | 39               | 48               | 47               | 5                | 0  | 1                    | 1                    | 6                    |                      |                      |
| 2011-2012  | Blackhawks de Chicago    | LNH        | 78    | 9                | 25               | 34               | 22               | 6                | 1  | 2                    | 3                    | 0                    |                      |                      |
| 2012-2013  | Blackhawks de Chicago    | LNH        | 47    | 8                | 12               | 20               | 23               | 23               | 3  | 1                    | 4                    | 4                    |                      |                      |
| 2013-2014  | Blackhawks de Chicago    | LNH        | 82    | 7                | 34               | 41               | 22               | 16               | 3  | 12                   | 15                   | 21                   |                      |                      |
| 2014-2015  | Blackhawks de Chicago    | LNH        | 82    | 8                | 23               | 31               | 27               | 23               | 7  | 4                    | 11                   | 10                   |                      |                      |
| 2015-2016  | Blackhawks de Chicago    | LNH        | 81    | 14               | 35               | 49               | 32               | 7                | 1  | 1                    | 2                    | 12                   |                      |                      |
| 2016-2017  | Blackhawks de Chicago    | LNH        | 79    | 3                | 36               | 39               | 26               | 4                | 0  | 0                    | 0                    | 2                    |                      |                      |
| 2017-2018  | Blackhawks de Chicago    | LNH        | 81    | 7                | 19               | 26               | 38               | -                | -  | -                    | -                    | -                    |                      |                      |
| 2018-2019  | Blackhawks de Chicago    | LNH        | 78    | 5                | 23               | 28               | 41               | -                | -  | -                    | -                    | -                    |                      |                      |
| 2019-2020  | Blackhawks de Chicago    | LNH        | 32    | 3                | 1                | 4                | 8                | -                | -  | -                    | -                    | -                    |                      |                      |
| Totaux LNH | Totaux LNH               | Totaux LNH | 1 114 | 103              | 361              | 464              | 661              | 123              | 20 | 39                   | 59                   | 83                   |                      |                      |

## Carrière internationale

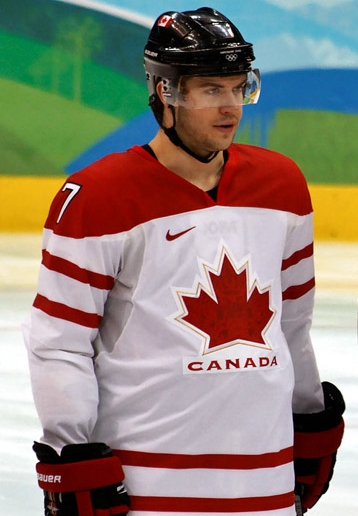
Brent Seabrook représentant le Canada aux Jeux Olympiques de Vancouver en 2010

Il représente l'équipe du Canada au niveau international.
| Année | Évènement                            |   | PJ | B | A | Pts | Pun               |  | Résultat |
| 2003  | Championnat du monde moins de 18 ans | 7 | 3  | 3 | 6 | 4   | Médaille d'or     |  |          |
| 2004  | Championnat du monde junior          | 6 | 1  | 2 | 3 | 2   | Médaille d'argent |  |          |
| 2005  | Championnat du monde junior          | 5 | 0  | 3 | 3 | 0   | Médaille d'or     |  |          |
| 2006  | Championnat du monde                 | 8 | 0  | 0 | 0 | 2   | Quatrième place   |  |          |
| 2010  | Jeux olympiques                      | 7 | 0  | 1 | 1 | 2   | Médaille d'or     |  |          |

## Trophées et honneurs personnels

### Ligue de hockey de l'Ouest
- 2004-2005 : élu dans la seconde équipe d'étoiles de l'est

### Ligue nationale de hockey
- 2006-2007 : participe au Match des Jeunes Étoiles de la LNH
- 2009-2010 : vainqueur de la coupe Stanley avec les Blackhawks de Chicago (1)
- 2012-2013 : vainqueur de la coupe Stanley avec les Blackhawks de Chicago (2)
- 2014-2015 :
  - vainqueur de la coupe Stanley avec les Blackhawks de Chicago (3)
  - participe au 60e Match des étoiles de la LNH